# Drosophila setosifrons
Drosophila setosifrons är en tvåvingeart som beskrevs av Elmo Hardy och Kaneshiro 1968. Drosophila setosifrons ingår i släktet Drosophila och familjen daggflugor.
Artens utbredningsområde är Hawaii.